# Redukcja ejdetyczna
Redukcja ejdetyczna (także redukcja eidetyczna) – jedna z metod fenomenologii, stosowana obok redukcji transcendentalnej (epoche fenomenologicznego). Cytując Romana Ingardena, fenomenologia ma na celu dotarcie do „apriorycznego poznania istoty przedmiotów".
Opierając się na relacji między podmiotem a przedmiotem badania, redukcja ejdetyczna stara się dotrzeć do istoty zjawiska, wynikającej z istoty faktu (prafenomenu). „Istota sama w sobie”, niezmiennik, jest tutaj trzonem zjawiska niezależnym od wszelkich uwarunkowań kulturowych, socjologicznych itp., bazującym jedynie na naszym umysłowym poznaniu.
Częstą ilustracją zjawiska jest przykład krzesła: w redukcji ejdetycznej odrzucamy wszystko, co wiemy o jego funkcji, zastosowaniu, kontekście, w jaki zostało wpisane. Odrzucamy „cechy krzesła” tak długo, aż odrzucenie kolejnej przestałoby czynić z tego przedmiotu krzesło.
Redukcja ejdetyczna znalazła szerokie zastosowanie nie tylko w filozofii, ale także w wielu innych dziedzinach, m.in. sztukach plastycznych i literaturze. Znanym przykładem może być działalność kubistów, zwłaszcza tworzących pod silnymi wpływami fenomenologii Georges'a Braque'a i Pabla Picassa. Jako sztandarowy przykład fenomenologii w sztukach plastycznych podaje się często wizerunek byka stworzony przez tego ostatniego.